# Lost Transmissions
Lost Transmissions (engl. für „Verlorene Übertragungen“) ist ein Filmdrama von Katharine O’Brien, das am 28. April 2019 beim Tribeca Film Festival seine Premiere feierte.

## Handlung
Die Songwriterin Hannah findet heraus, dass ihr Freund, der angesehene Plattenproduzent Theo Ross, seine Medikamente gegen Schizophrenie nicht mehr nimmt. Daraufhin versucht sie gemeinsam mit einigen Freunden Theo in einer psychiatrischen Einrichtung unterzubringen. Theo war Mitglied in einer der verrücktesten Bands der 1990er Jahre und förderte später junge Bands, deren Musik er in seinem Studio bei sich zu Hause in Los Angeles aufnahm. Theo fand es schade, aufgrund der Medikamente, die er nehmen musste, mit einem Filter zu leben, da dies besonders eine kreative Person bei der Arbeit blockiert.

## Produktion
Regie führte Katharine O’Brien, die auch das Drehbuch schrieb.
Die Filmmusik komponierte Hugo Nicolson. Das Soundtrack-Album, das insgesamt 13 Musikstücke umfasst, darunter Goodnight Not Goodbye von IO Echo, wurde Mitte März 2020 von Lakeshore Records als Download veröffentlicht.
Der Film wurde am 28. April 2019 beim Tribeca Film Festival in der Sektion Spotlight Narrative erstmals gezeigt. Im Juni 2019 erfolgte eine Vorstellung beim Internationalen Filmfestival Shanghai. Am 13. März 2020 erfolgte in den USA eine Veröffentlichung als VOD.

## Rezeption

### Kritiken
John DeFore von The Hollywood Reporter bemerkt, gelegentliche könnten Bekannte, die den Schweregrad einer Krankheit nicht begreifen, beim Versuch, zu helfen, ungewollt große Probleme verursachen. Lost Transmissions sei ein hoffnungsvoller, aber nicht zu aufgeräumter Film, der seine Geschichte erzählt, ohne sich mit dummen Klischees über Kreativität und Wahnsinn zu beschäftigen.

### Auszeichnungen
American Film Festival 2019
- Nominierung für den Publikumspreis – Narrative Feature (Katharine O’Brien)

Glasgow Film Festival 2020
- Nominierung für den Publikumspreis (Katharine O’Brien)[4]

Whistler Film Festival 2019
- Nominierung für den AWFJ EDA Award[5]